# Ajisai Ai Ai Monogatari
Singles de V-u-den
Kacchoii ze! Japan
(2005) Hitorijime
(2005)
 Ajisai Ai Ai Monogatari  (紫陽花アイ愛物語) est le 3e single du groupe V-u-den.

## Présentation
Le single sort le 25 mai 2005 au Japon sous le label Piccolo Town, moins de trois mois après le précédent single du groupe, Kacchoii ze! Japan. Il atteint la 10e place du classement de l'Oricon. Il se vend à 23 074 exemplaires la première semaine et reste classé pendant quatre semaines, pour un total de 30 031 exemplaires vendus durant cette période. Il sort également au format "Single V" (DVD contenant le clip vidéo) deux semaines plus tard, le 8 juin 2005.
La chanson-titre a été utilisée comme générique de l'anime Patalliro Saiyuki!. Elle figurera sur le premier album du groupe, Suite Room Number 1 qui sort quatre mois plus tard, ainsi que sur la compilation annuelle de fin d'année du Hello! Project Petit Best 6, puis sur la compilation V-u-den Single Best 9 Vol.1 Omaketsuki de 2007. Le clip vidéo figurera sur les DVD Petit Best 6 DVD, V-u-den Single V Clips 1 de 2006, et V-u-den Single V Clips 2 ~Arigatō v-u-den Debut Kara no Daizenshū~ de 2008.
C'est le premier single du groupe à sortir après le départ de sa principale membre Rika Ishikawa du groupe Morning Musume dont elle était membre en parallèle.

## Liste des titres
| 1. | Ajisai Ai Ai Monogatari (紫陽花アイ愛物語)                   | Sutoku Tsunoda, Miyu Saitō / Tsunoda / Tsunoda | 4:25 |
| 2. | Aimai Me Mind (曖昧ミーMIND)                                 | Mera Morimura/ Joey Carbone, Steven Lee/ Moto  | 4:14 |
| 3. | Ajisai Ai Ai Monogatari (Instrumental) (紫陽花アイ愛物語...) | ... / Sutoku Tsunoda / Sutoku Tsunoda          | 4:22 |

| 1. | Ajisai Ai Ai Monogatari (紫陽花アイ愛物語)                      |  |
| 2. | Ajisai Ai Ai Monogatari (Dance Shot Ver.) (紫陽花アイ愛物語...) |  |
| 3. | Making Eizo (メイキング映像)                                    |  |